# Moonfesta
 (mai 2024).
Si vous disposez d'ouvrages ou d'articles de référence ou si vous connaissez des sites web de qualité traitant du thème abordé ici, merci de compléter l'article en donnant les références utiles à sa vérifiabilité et en les liant à la section « Notes et références ».
Singles de Kalafina
To the beginning
(2012) Hikari Furu
(2012)
Moonfesta est le onzième single de Kalafina sorti sous le label Sony Music Entertainment Japan le 18 juillet 2012 au Japon. Il sort en format CD, CD+DVD CD+Blu-ray. Il arrive 11e à l'Oricon. Il se vend à 7 729 exemplaires la première semaine et reste classé 4 semaines pour un total de 10 023 exemplaires vendus.
Moonfesta a été utilisé comme thème pour l'émission Minna no Uta et se retrouve sur l'album Consolation.

## Liste des titres
| 1. | Moonfesta (Moonfesta ～ムーンフェスタ～)                | 4:28 |
| 2. | Yane no mukou ni (屋根の向こうに)                       | 4:30 |
| 3. | Moonfesta (Instrumental) (Moonfesta ～ムーンフェスタ～) | 4:28 |

| 1. | Moonfesta (Moonfesta～ムーンフェスタ～)                                             |  |
| 2. | Yane no mukou ni (屋根の向こうに)                                                   |  |
| 3. | Moonfesta (TV size) (Moonfesta～ムーンフェスタ～TVサイズ)                           |  |
| 4. | Moonfesta (Instrumental) (Moonfesta～ムーンフェスタ～TVサイズ インストゥルメンタル) |  |

| 1. | Moonfesta (PV) (Moonfesta～ムーンフェスタ～) |  |

| 1. | Moonfesta (PV) (Moonfesta～ムーンフェスタ～)                                    |  |
| 2. | Moonfesta (Minna no Uta ver.) (Moonfesta～ムーンフェスタ～「みんなのうた」ver.) |  |